# Boris Godounov (Prokofiev)
Pour les articles homonymes, voir Boris Godounov (homonymie) et Godounov.
Boris Godounov op. 70bis est une musique de scène composée par Serge Prokofiev en 1936, redécouvert en 2007.
Elle est contemporaine de son ballet Roméo et Juliette.
Elle fait partie d'une commande de 3 œuvres destinée à célébrer le centenaire de la mort de l'écrivain russe Alexandre Pouchkine en 1936. Les partitions ne virent pas le jour, les commanditaires ayant été censurés par le régime stalinien. La partition ne fut donnée en public qu'en 2007 à l'université de Princeton dans une version traduite.
Boris Godounov était destiné à Vsevolod Meyerhold, directeur de théâtre moscovite. Ce dernier avait une vision beaucoup plus sombre de la pièce de Pouchkine que celle de l'opéra de Modeste Moussorgski et travailla la mise en scène en conséquence avec le musicien. Meyerhold est accusé de "formalisme" par la presse soviétique peu après, l'obligeant à abandonner tout projet. Son théâtre est fermé en 1938 et lui-même arrêté en 1939 sous l'accusation d'espionnage et exécuté un an plus tard. Prokofiev ne fit plus jamais mention de Meyerhold dans ses écrits par la suite.
L'œuvre comporte 24 numéros et son exécution demande environ une demi-heure.